# Equips de la temporada 2004/05 de la Primera Divisió Espanyola
A la temporada 2004/05 de la primera divisió espanyola hi van jugar vint equips. La lliga la va guanyar el FC Barcelona, per davant de Reial Madrid, Vila-real CF i Reial Betis. Per contra van baixar a Segona Divisió el Llevant UE, el CD Numancia i l'Albacete Balompié. Va ser l'any del début a primera divisió del Getafe CF.

## FC Barcelona
| - Eto'o 37 - 25 gols - Iniesta 37 - 2 gols - Xavi 36 - 3 gols - Oleguer 36 - 1 gol - Puyol 36 - Ronaldinho 35 - 9 gols - Deco 35 - 7 gols - Valdés 35 - Márquez 34 - 3 gols - Belletti 31 - Van Bronckhorst 29 - 4 gols - Giuly 29 - 11 gols - Sylvinho 21 | - Gerard 13 - 2 gols - Larsson 12 - 3 gols - Damià 9 - Maxi López 8 - Motta 8 - Messi 7 - 1 gol - Edmilson 6 - Albertini 5 - Fernando Navarro 5 - Gabri 4 - Jorquera 2 - Rubén 2 - Rodri 1 |

Entrenador: Frank Rijkaard 38

## Reial Madrid
| - Casillas 37 - Owen 36 - 13 gols - Helguera 34 - 3 gols - Roberto Carlos 34 - 3 gols - Ronaldo 34 - 21 gols - Figo 33 - 3 gols - Raúl 32 - 9 gols - Guti 31 - Míchel Salgado 30 - 2 gols - Samuel 30 - 2 gols - Beckham 30 - 4 gols - Zidane 29 - 6 gols - Solari 27 - 3 gols - Celades 22 | - Gravesen 17 - 1 gol - Pavón 17 - Raúl Bravo 14 - Morientes 13 - Borja 8 - Mejía 5 - Javi García 3 - Portillo 3 - César Sánchez 2 - Arbeloa 2 - Palencia 2 - Jotha 1 - Juanfran 1 - Woodgate 0 |

Entrenador: José Antonio Camacho Alfaro 3, Mariano García Remón 14, Vanderlei Luxemburgo da Silva 21

## Vila-real CF
| - Reina 38 - Forlán 38 - 25 gols - Riquelme 35 - 15 gols - Gonzalo Rodríguez 34 - 2 gols - Hèctor Font 33 - 2 gols - Javi Venta 32 - José Mari 30 - 4 gols - Josico 29 - 1 gol - Senna 29 - 2 gols - Cazorla 29 - 1 gols - Arruabarrena 26 - Peña 25 - 1 gol - Quique Álvarez 24 | - Guayre 24 - 4 gols - Sorín 21 - 4 gols - Armando Sá 20 - Arzo 15 - 1 gol - Figueroa 15 - 2 gols - Battaglia 14 - Xisco Nadal 4 - Sonny Anderson 3 - 1 gol - Calleja 3 - Alcántara 2 - Cases 1 - Roger 1 - López Vallejo 0 |

Entrenador: Manuel Luis Pellegrini Ripamonti 38

## Reial Betis
| - Joaquín 38 - 5 gols - Oliveira 37 - 22 gols - Assunçao 34 - 8 gols - Fernando 34 - 5 gols - Juanito 33 - 4 gols - Rivas 32 - 4 gols - Edú 32 - 11 gols - Arzu 30 - Doblas 29 - Melli 29 - 1 gol - Benjamín 26 - Cañas 24 - Varela 24 | - Luis Fernández 22 - Lembo 13 - Tais 11 - Capi 11 - Alfonso 10 - Denilson 10 - Prats 9 - Israel 8 - Dani Martín 7 - 1 gol - Castellini 6 - Pablo Niño 6 - Ismael 4 - Contreras 0 |

Entrenador: Llorenç Serra Ferrer 38

## RCD Espanyol
| - Kameni 38 - Maxi Rodríguez 37 - 15 gols - Lopo 36 - 3 gols - David García 33 - Ito 32 - Ibarra 31 - 1 gol - Óscar Serrano 30 - 2 gols - Tamudo 30 - 11 gols - Fredson 29 - 3 gols - De la Peña 29 - 3 gols - Pochettino 27 - 1 gol - Dani 26 - 2 gols - Corominas 25 - 1 gol | - Amavisca 22 - 2 gols - Jarque 21 - 1 gol - Soldevilla 20 - 1 gol - Àlex Fernàndez 18 - Morales 12 - Jonathan Soriano 7 - 1 gol - Posse 7 - Toni Velamazán 6 - 2 gols - Domi 5 - Miñambres 5 - Biel Ribas 1 - Sergio Sánchez 1 |

Entrenador: Miguel Ángel Lotina Oruechebarría 38

## Sevilla FC
| - David 37 - Alves 34 - 2 gols - Renato 33 - 3 gols - Baptista 33 - 18 gols - Martí 32 - Sergio Ramos 31 - 2 gols - Esteban 28 - Javi Navarro 27 - 1 gol - Jesús Navas 23 - 2 gols - Antoñito 23 - 2 gols - Darío Silva 21 - 2 gols - Pablo Alfaro 19 - Jordi López 18 - 1 gol - Aitor Ocio 17 - 1 gol - Carlitos 17 - 3 gols | - Adriano 16 - 2 gols - Aranda 16 - 1 gol - Jesuli 16 - 1 gol - Fernando Sales 15 - Makukula 13 - 1 gol - Antonio López 12 - 1 gol - Notario 10 - Casquero 9 - Pablo Ruiz 7 - Puerta 6 - 1 gol - Redondo 6 - David Prieto 4 - Capel 3 - Kepa 2 |

Entrenador: Joaquín Caparrós 38

## València Club de Futbol
| - Marchena 32 - 2 gols - Aimar 31 - 4 gols - Di Vaio 30 - 11 gols - Mista 29 - 8 gols - Cañizares 29 - Albelda 28 - Carboni 28 - Rufete 25 - 3 gols - Angulo 25 - 3 gols - Baraja 25 - 7 gols - Sissoko 24 - Navarro 23 - 1 gol - Moretti 23 - 1 gol - Xisco 22 - 3 gols - Caneira 22 - 1 gol | - Fábio Aurélio 21 - Corradi 21 - 3 gols - Fiore 20 - 2 gols - Curro Torres 19 - Ayala 17 - Vicente 12 - 3 gols - Palop 11 - Ruz 3 - Pellegrino 1 - De los Santos 1 - Hens 1 - Pallardó 1 - Santacruz 1 - Amarilla 0 - Butelle 0 |

Entrenador: Claudio Ranieri 24, Antonio López Habas 14

## Deportivo de La Corunya
| - Valerón 38 - 1 gol - Luque 37 - 11 gols - Munitis 36 - 1 gol - Jorge Andrade 35 - 1 gol - Sergio 34 - 3 gols - Manuel Pablo 30 - Víctor 30 - 3 gols - Romero 29 - Fran 29 - 1 gol - Duscher 29 - Scaloni 27 - 2 gols - Diego Tristán 23 - 9 gols - Capdevila 21 - 1 gol | - Molina 20 - Mauro Silva 20 - Munúa 17 - Coloccini 15 - 1 gol - Walter Pandiani 15 - 6 gols - César 14 - Pablo Amo 13 - 1 gol - Xisco 7 - 2 gols - Héctor 6 - Changui 2 - Acuña 2 - Dani Mallo 1 - Pita 1 |

Entrenador: Javier Iruretagoyena Amiano 38

## Athletic Club de Bilbao
| - Aranzubía 37 - Orbaiz 35 - 3 gols - Iraola 34 - 4 gols - Gurpegi 34 - 4 gols - Etxeberria 33 - 3 gols - Ezquerro 32 - 11 gols - Urzaiz 31 - 12 gols - Murillo 31 - Tiko 31 - 3 gols - Luis Prieto 30 - Del Horno 29 - 3 gols - Yeste 27 - 8 gols - Casas 19 - Llorente 19 - 3 gols - Lacruz 16 - 2 gols | - Arriaga 14 - Jonan 13 - Guerrero 12 - 3 gols - Solabarrieta 11 - Javi González 10 - César 7 - Karanka 6 - Azkorra 5 - Felipe Guréndez 4 - Angulo 3 - Bordas 3 - Pampín 2 - Jon Moya 2 - Oskar Vales 0 - Lafuente 0 |

Entrenador: Ernesto Valverde Tejedor 38

## Málaga CF
| - Valcarce 36 - 1 gol - Fernando Sanz 36 - Duda 35 - 4 gols - Juanito 35 - 1 gol - Miguel Ángel 35 - 3 gols - Gerardo 33 - 1 gol - Romero 29 - Amoroso 29 - 5 gols - Edgar 28 - 3 gols - Juan Rodríguez 27 - 5 gols - Wanchope 25 - 3 gols - César Navas 21 - 1 gol - Arnau 20 | - Calatayud 18 - Leko 17 - Fernando Baiano 17 - 9 gols - Manu Sánchez 15 - Geijo 13 - Alexis 13 - Tote 9 - Míchel 9 - Luque 8 - 1 gol - Iznata 7 - Paco Esteban 6 - Litos 5 - Usero 2 |

Entrenador: Gregorio Manzano Ballesteros 18, Antonio Tapia Flores 20

## Atlético de Madrid
| - Fernando Torres 38 - 16 gols - Leo Franco 37 - Pablo 35 - 3 gols - Perea 33 - Antonio López 32 - 3 gols - Colsa 30 - 3 gols - Ibagaza 30 - 3 gols - Luccin 29 - Sosa 28 - Salva Ballesta 28 - 7 gols - Sergi 27 - Jorge 26 - 1 gol - Velasco 21 - Gronkjaer 16 | - García Calvo 15 - Aguilera 15 - Molinero 14 - Nano 11 - 1 gol - Núñez 11 - 2 gols - Braulio 10 - Paunović 10 - Musampa 8 - Simeone 8 - Raúl Medina 6 - Novo 5 - Cuéllar 1 - Zahínos 1 |

Entrenador: César Ferrando Jiménez 38

## Reial Saragossa
| - Movilla 37 - Luis García 37 - Galletti 37 - 2 gols - Savio 36 - 10 gols - Villa 35 - 15 gols - Cani 35 - 2 gols - Álvaro 35 - 2 gols - Milito 35 - 3 gols - Ponzio 33 - 1 gol - Zapater 31 - 1 gol - Óscar González 31 - 6 gols - Toledo 23 - Aranzábal 21 | - Generelo 21 - 4 gols - Soriano 19 - Cuartero 19 - Javi Moreno 18 - 4 gols - Drulic 7 - Juanjo Camacho 5 - Capi 4 - 1 gol - García Granero 4 - Piti 3 - Falcón 2 - David Pirri 2 - César Jiménez 1 |

Entrenador: Víctor Muñoz Manrique 38

## Getafe CF
| - Nano Rivas 37 - 4 gols - Pernía 36 - 3 gols - Vivar Dorado 36 - 3 gols - Craioveanu 35 - 2 gols - Diego Rivas 33 - Gabi 32 - 2 gols - Mario Cotelo 32 - 2 gols - Belenguer 30 - Riki 29 - 2 gols - Yordi 27 - 2 gols - Gallardo 22 - 1 gol - Míchel 21 - 3 gols - Sánchez Broto 20 - Yanguas 20 | - Kome 20 - 2 gols - Pachón 18 - 5 gols - Albiol 17 - 1 gol - Aragoneses 11 - Sergio Sánchez 8 - Pulido 8 - Asen 6 - Cubillo 6 - 1 gol - Amaya 5 - Tena 4 - Alberto Ruiz 2 - Vitali 2 - José Antonio 1 - 1 gol - Quique Medina 1 |

Entrenador: Quique Sánchez Flores 38

## Reial Societat
| - Riesgo 36 - Aranburu 36 - 3 gols - Mikel Alonso 35 - Karpin 34 - 5 gols - Kovacevic 30 - 8 gols - Labaka 30 - 3 gols - Garrido 28 - Luiz Alberto 28 - Uranga 28 - 5 gols - Gabilondo 26 - 1 gol - López Rekarte 25 - Nihat 23 - 13 gols - Xabi Prieto 23 - Rossato 22 - 1 gol | - De Paula 19 - 3 gols - Brechet 17 - Arteta 15 - 1 gol - Zubiaurre 14 - Barkero 13 - 3 gols - Mladenovic 12 - Alkiza 10 - Jáuregi 5 - Alberto 4 - Agirretxe 3 - 1 gol - Larrea 3 - Oskitz 3 - Juan Domínguez 2 |

Entrenador: José María Amorrortu Prieto 38

## CA Osasuna
| - Moha 35 - 3 gols - Puñal 35 - 3 gols - Cruchaga 30 - Josetxo 29 - Pablo García 29 - 1 gol - Delporte 28 - Corrales 27 - Milosevic 27 - 6 gols - Valdo 27 - 5 gols - Muñoz 26 - 1 gol - Aloisi 26 - 6 gols - Morales 24 - 9 gols - Webó 24 - 6 gols | - Elia 22 - Juanma Ortiz 22 - 2 gols - Izquierdo 20 - Expósito 20 - Sanzol 16 - Cuellar 14 - David López 13 - 1 gol - Clavero 11 - Iván Rosado 7 - Miguel Flaño 7 - Raúl García 2 - Sota 1 |

Entrenador: Javier Aguirre Onaindia 38

## Racing de Santander
| - Dudu Aouate 37 - Morán 36 - 1 gol - Moratón 35 - Benayoun 35 - 9 gols - Javi Guerrero 33 - 8 gols - Regueiro 32 - 8 gols - Anderson 30 - 2 gols - Aganzo 26 - 7 gols - Parri 26 - Oriol 25 - Juanma 24 - 1 gol - Arizmendi 22 - 3 gols - Jonathan Valle 22 - Pedro López 20 - 1 gol - Torrado 19 | - Regragui 17 - Nafti 16 - Bertin 15 - Pablo Casar 14 - Ayoze 12 - 1 gol - Matabuena 7 - Pierini 5 - Cristian Álvarez 4 - Marqués 3 - Diego Mateo 3 - Argel 2 - Juanjo 2 - Pablo Sierra 2 - Toño 1 - Nanni 0 |

Entrenador: Lucas Alcaraz González 22, Nando Yosu 16

## RCD Mallorca
| - Luis García 37 - 11 gols - Poli 35 - Cortés 34 - Arango 34 - 6 gols - Moyà 32 - Ballesteros 32 - Tuni 31 - 1 gol - Pereyra 30 - 2 gols - Farinós 29 - 3 gols - Campano 29 - 3 gols - Jorge López 29 - 1 gol - Ramis 22 - De los Santos 16 - Iuliano 15 - 1 gol - Okubo 13 - 3 gols | - Perera 13 - 1 gol - Delibasic 12 - 3 gols - Fernando Niño 10 - Marcos 10 - Romeo 10 - 2 gols - Correa 9 - Felipe Melo 8 - Casadesús 7 - 3 gols - Nadal 6 - Marcos Vales 6 - Müller 6 - Westerveld 6 - Campos Coll 2 - Carmona 1 - Alberto 0 |

Entrenador: Benito Floro Sanz 8, Tomeu Llompart Coll 1, Héctor Cúper 29

## Llevant UE
| - Mora 38 - Rivera 37 - 5 gols - Jesule 34 - 1 gol - Pinillos 34 - Ettien 34 - 2 gols - Manchev 32 - 6 gols - Sergio García 31 - 7 gols - Nacho 27 - 4 gols - Diego Camacho 27 - Jofre 27 - 2 gols - Juanma 27 - 5 gols - Congo 26 - 2 gols - Celestini 25 - 1 gol | - Culebras 25 - 1 gol - Harte 24 - 1 gol - Alexis Suárez 22 - Reggi 22 - 2 gols - Descarga 10 - Tito 9 - Cuéllar 7 - Rubiales 4 - Mjällby 3 - Sandro 2 - Aizpurúa 0 - Rentería 0 - Cavallero 0 |

Entrenador: Bernd Schuster 34, José Luis Oltra Castañer 4

## CD Numancia
| - Palacios 34 - Pignol 33 - Ochoa 33 - 1 gol - Tevenet 30 - 6 gols - Graff 27 - 1 gol - Carlos Merino 27 - 5 gols - Juanlu 27 - 2 gols - Pineda 26 - 1 gol - Juanma 25 - Juanpa 25 - Jaime Molina 22 - 1 gol - Pablo Sanz 21 - 1 gol - Velasco 19 - Miguel Pérez 19 - 1 gol - Antonio 19 - 1 gol | - Moreno 18 - 1 gol - Miguel 17 - 4 gols - Ros 17 - Lee Chun Soo 15 - Tarantino 15 - 1 gol - Osorio 13 - 3 gols - Álvaro Núñez 11 - Núñez 8 - Sílvio González 7 - Toché 5 - Mario 4 - Kiassos 3 - Rafa Jordà 3 - Sestelo 3 - De Miguel 2 |

Entrenador: Francisco López Alfaro 10, Maximino Hernández Sánchez 28

## Albacete Balompié
| - Pacheco 34 - 12 gols - Paco Peña 33 - Buades 31 - 2 gols - Redondo 30 - 5 gols - Aguirregomezkorta 29 - Álvaro Rubio 28 - Francisco 28 - 3 gols - Mark González 26 - 5 gols - Gaspar 25 - 1 gol - Viaud 25 - 1 gol - Momo 24 - 1 gol - Montiel 23 - Rubén 22 - Jaime 22 - Rubén Castro 22 - 3 gols - Valbuena 21 - David Sánchez 18 - Gaspercic 17 | - Mingo 15 - Peralta 12 - Santi Denia 12 - Iván Díaz 8 - Agus 7 - Nico Olivera 4 - Albert Cano 2 - Gato 2 - Carlos Alfaro 1 - Caamaño 1 - Elías 1 - Pindado 1 - Iñaki 1 - Lawal 1 - Siviero 1 - Ferrón 1 - Pablo García 1 - García Moreno 1 |

Entrenador: José Manuel González López 24, Martín Monteagudo Monteagudo 14